# Nitroglycol (maladie professionnelle)
Une intoxication aux dérivés nitrés des glycols peut être reconnue comme maladie professionnelle dans certains pays, sous conditions.
Cet sujet relève du domaine de la législation sur la protection sociale et a un caractère davantage  juridique que médical. 

## Législation enFrance

### Régime général
| Fiche Maladie professionnelle | Fiche Maladie professionnelle | Fiche Maladie professionnelle |
| Ce tableau définit les critères à prendre en compte pour que les affections provoquées par les dérivés nitrés des glycols soient prises en charge au titre de la maladie professionnelle                  | Ce tableau définit les critères à prendre en compte pour que les affections provoquées par les dérivés nitrés des glycols soient prises en charge au titre de la maladie professionnelle | Ce tableau définit les critères à prendre en compte pour que les affections provoquées par les dérivés nitrés des glycols soient prises en charge au titre de la maladie professionnelle |
| Régime Général. Date de création : 6 février 1983 | Régime Général. Date de création : 6 février 1983 | Régime Général. Date de création : 6 février 1983 |
| Tableau N° 72 RG | Tableau N° 72 RG | Tableau N° 72 RG |
| Maladies résultant de l'exposition aux dérivés nitrés des glycols et du glycérol | Maladies résultant de l'exposition aux dérivés nitrés des glycols et du glycérol | Maladies résultant de l'exposition aux dérivés nitrés des glycols et du glycérol |
| --- | --- | --- |
| Désignation des Maladies | Délai de prise en charge | Liste limitative des principaux travaux susceptibles de provoquer ces maladies |
| Douleurs précordiales à type d'angine de poitrine, ischémie myocardique aiguë, infarctus du myocarde survenant au cours d'une période de quatre jours suivant un arrêt de l'exposition à l'agent toxique. | 4 jours | Fabrication et conditionnement de la nitroglycérine et du nitroglycol dans l'industrie des explosifs.                                                                                    |
| Date de mise à jour : | | |

## Nitroglycol

### Données professionnelles
Utilisation pour la fabrication des explosifs dérivés de la nitroglycérine.

### Données médicales
En médecine, la nitroglycérine, appelée dans ce cas trinitrine (ainsi que d'autres nitrates organiques), peut être utilisée à petites doses dans certaines affections cardiaques, comme l'angine de poitrine sous forme de comprimés, de pulvérisations sous la langue (voie sublinguale), de perfusion intraveineuse continue ou de timbres (patch) transdermique.
Le principal effet est la vasodilatation, c'est-à-dire l'élargissement des vaisseaux sanguins, ce qui permet de diminuer la pression artérielle. La nitroglycérine est transformée par le corps en oxyde nitrique par le biais d'une enzyme, l'aldéhyde déshydrogénase mitochondriale (ALDH), qui la dégrade dans les mitochondries. L'oxyde nitrique produit alors l'effet vasodilatateur. L'effet de l'ALDH fut découvert récemment (2002) par Jonathan Stamler et Zohiqiang Chen, de l'université Duke, à Durham, en Caroline du Nord.

#### Effets aigus
Le nitroglycol induit une vasodilatation des artères et des veines. L'exposition peut causer des céphalées graves, de la faiblesse, des étourdissements, des rougeurs de la peau (flush), de l'hypotension et des palpitations. On peut observer un phénomène de tolérance aux céphalées. Cette tolérance disparait après une brève période sans exposition (après une fin de semaine, par exemple). L'exposition à des concentrations plus élevées peut également causer des nausées, des vomissements et de la méthémoglobinémie.

#### Effets chroniques
À la suite de l'arrêt d'une exposition prolongée (lors d'une fin de semaine par exemple), on peut observer des symptômes de sevrage qui se traduisent par des douleurs à la poitrine, comme dans les cas d'angine. Il peut parfois s'ensuivre un infarctus du myocarde et une mort subite causée par un arrêt cardiaque. Ces effets sont souvent observés le lundi matin chez des travailleurs exposés pendant plusieurs années à la nitroglycérine et/ou au nitroglycol.